# Bekirfakılar, Göynük
Bekirfakılar là một xã thuộc huyện Göynük, tỉnh Bolu, Thổ Nhĩ Kỳ. Dân số thời điểm năm 2010 là 186 người.